# 里克堡
里克堡（法語：Ricquebourg，法語發音：[ʁikbuʁ]）是法国瓦兹省的一个市镇，属于贡比涅区。

## 地理
里克堡（49°33'27"N, 2°45'27"E）面积5.09 平方千米，位于法国上法蘭西大區瓦兹省，该省份为法国北部内陆省份，北起索姆省，西接厄尔省和滨海塞纳省，南至塞纳-马恩省和瓦兹河谷省，东临埃纳省。
与里克堡接壤的市镇（或旧市镇、城区）包括：比耶尔蒙、居里、拉贝利耶尔、马勒伊拉莫特、马河畔马尔尼、拉讷维尔叙勒松、奥尔维莱索雷勒、马河畔鲁瓦。

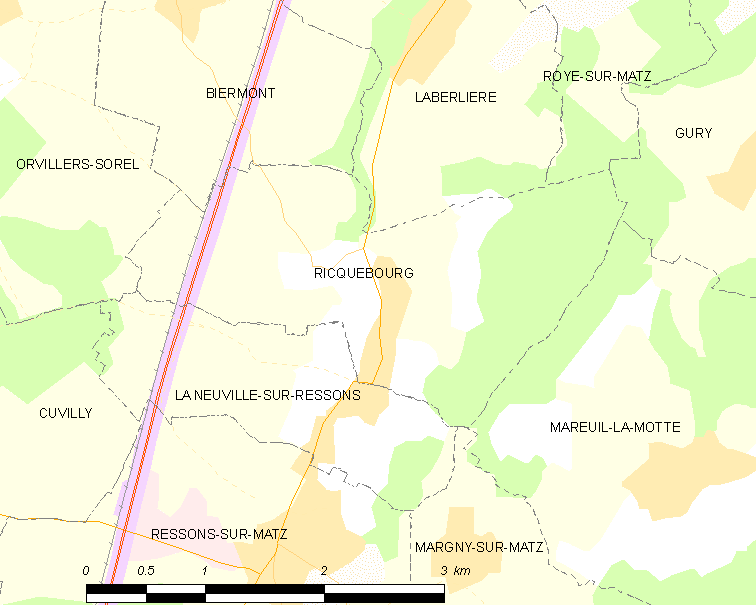
里克堡的OSM定位图

里克堡的时区为UTC+01:00、UTC+02:00（夏令时）。

## 行政
里克堡的邮政编码为60490，INSEE市镇编码为60538。

## 政治
里克堡所属的省级选区为埃斯特雷圣但尼县。

## 人口

1962-2008年间里克堡人口变化图示

里克堡于2022年1月1日时的人口数量为293人。